# 深圳文化设施列表
深圳市是中国文化设施颇为齐全的城市，图书馆、博物馆、购书中心等设施数量众多。

## 图书馆

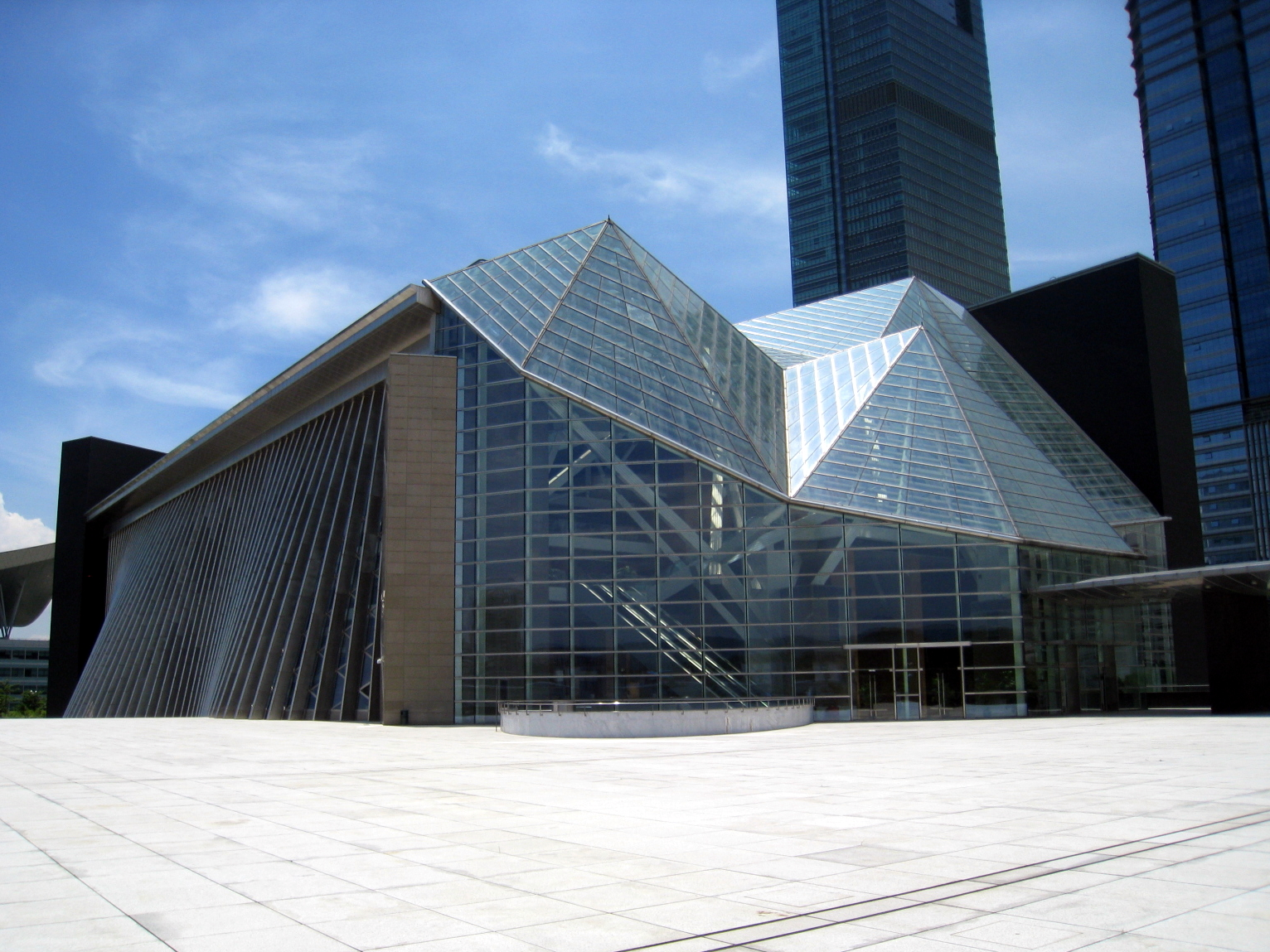
深圳圖書館

- 深圳图书馆
- 深圳图书馆北馆
- 深圳市少兒圖書館
- 深圳市科技圖書館
- 深圳市羅湖區图书馆
- 深圳市福田區图书馆
- 深圳市南山區图书馆
- 深圳市鹽田區图书馆
- 深圳市寶安區图书馆
- 深圳市龍崗區图书馆
- 深圳市龍華區圖書館
- 深圳市坪山区图书馆
- 深圳市光明区图书馆

## 博物馆
- 深圳博物館：国家一级博物馆，由历史民俗馆、古代艺术馆、深圳改革开放展览馆和东江游击队指挥部旧址组成。
- 深圳市工业展览馆：展示深圳的工业和科技成就。
- 龍崗客家民俗博物館：以广东省文物保护单位“鹤湖新居”作为展馆，展示龙岗地区原客家居民的生活和民俗。
- 蛇口改革开放博物馆：海上世界文化艺术中心三大博物馆之一，展现了蛇口地区的改革开放史及袁庚生平。
- 英国V&A博物馆深圳分馆：海上世界文化艺术中心三大博物馆之一，展现关于设计的展览。
- 南头古城博物馆：位于南头古城，展示南头古城的历史及考古挖掘，建筑物本身是1950年代兴建的宝安县政府。
- 深圳大鹏半岛国家地质公园博物馆：位于大鹏半岛国家地质公园内，展示该地区的地质情况。
- 深圳古生物博物馆：位于仙湖植物园内，主要展示恐龙等古生物的模型场景及化石。
- 中国版画博物馆：位于观澜版画村旁，展出了多项版画藏品及特展。
- 深圳市东江纵队纪念馆：位于坪山区，展示了深港地区东江纵队的抗争。
- 南山博物馆：常设展览为南山历史基本陈列，此外还举办多场专题展览。
- 中英街历史博物馆：位于中英街内，展示中英街地区的历史变革。
- 深圳（宝安）劳务工博物馆：位于宝安石岩街道，展示有关劳务工的生活状态。
- 招商局历史博物馆
- 深圳市天后博物馆
- 大鹏古城博物馆

## 美術館
- 深圳美術館：位於羅湖區東湖公園內。

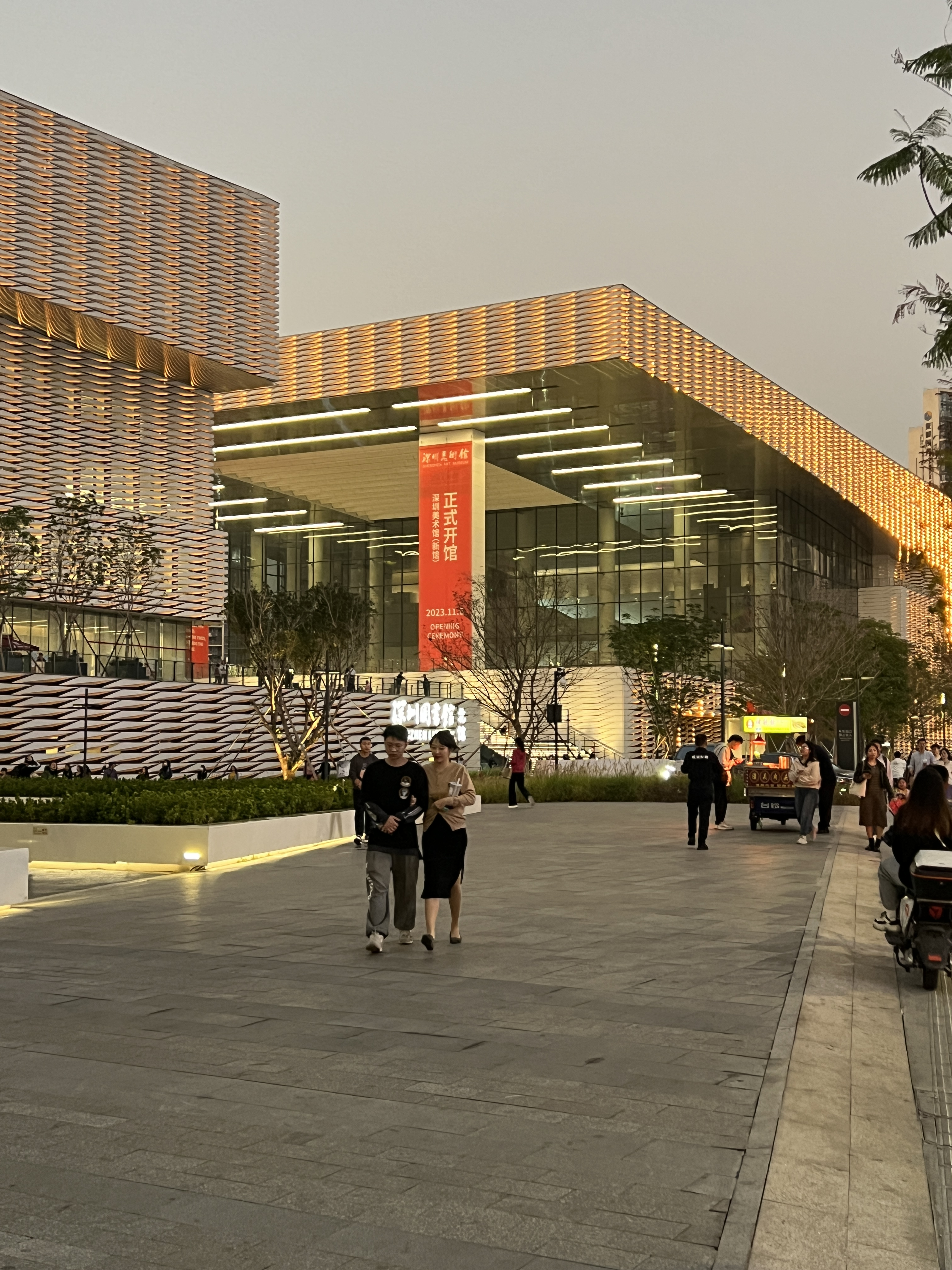
深圳图书馆北馆及深圳美术馆新馆

- 深圳美術館新館：位於龍華區，深圳圖書館北館旁。
- 關山月美術館：位於福田區蓮花山山腳，蓮花山公園旁。
- 何香凝美術館：位於南山區華僑城深南大道。
- 華．美術館：位於南山區華僑城深南大道。
- 深圳當代藝術館與城市規劃展覽館：（MOCAPE）位於福田中心區（CBD）。
- 大芬美术馆：位於龙岗區大芬油画村內。
- 坪山美术馆：位于坪山区文化聚落。

### 剧院
- 深圳大劇院：位於羅湖區深南大道。
- 深圳音乐厅：位于福田区。
- 保利文化广场：位於南山區南山中心區。
- 南山文体中心剧院：位於南山區南山中心區。
- 深圳市少年宫剧场：位於福田區中心區（CBD）。
- 福田区文化馆·音乐主题馆：位於福田區。
- 深圳妇儿大厦儿童剧场：位於福田區。
- 华夏艺术中心：位於南山區华侨城。
- 龙岗文化中心大剧院：位於龙岗區龙城广场。
- 坪山大剧院：位于坪山区文化聚落。

## 年展
- 深圳香港城市建築雙城雙年展
- 深圳國際水墨雙年展
- 深圳國際珠寶展
- 中国 (深圳) 国际文化产业博览交易会（文博會）
- 深港城市\建筑双城双年展

## 书城
- 深圳书城中心城
- 深圳书城罗湖城
- 深圳书城南山城
- 深圳書城寶安城
- 深圳書城龍崗城
- 深圳書城沙井城
- 龙华友谊书城
- 龍崗書城
- 鹽田書城